# 陳碩茂
陳碩茂（英語：Chen Show Mao，1961年2月6日—），新加坡律師與政治人物。生於臺灣屏東縣，1972年11歲時隨家移居新加坡，25歲時成為新加坡公民。2011年5月7日，代表反對黨新加坡工人黨與該黨主席國會議員林瑞蓮和秘書長國會議員劉程強等五人候選團隊於阿裕尼集選區參加國會大選，以54.71%得票率，擊敗得票率45.29％的執政黨人民行動黨候選人、由外交部長楊榮文領軍的團隊（包括總理公署部長陳惠華及外交部高級政務部長再諾等人）。
這是新加坡反對黨首次攻下集選區議席，並使兩位現居重要職務的內閣部長落選，加上歷史新高的得票率與席次，從此掀開新加坡政黨政治競爭史的新頁。陳碩茂一度被反对党支持者谣传为是自新加坡獨立後首位非出生於新加坡的反對黨國會議員，事实上出生于斯里兰卡的约舒亚·本杰明·惹耶勒南不仅来自境外，而且是新加坡独立以来第一位反对党的国会议员。他與另兩位同選區同仁也成為第一批首次參選即當選的反對黨國會議員。陳碩茂於2015年大選連任，任期結束後，未有參加2020年大選。

## 早年經歷
陳碩茂在服役於新加坡武裝部隊六年期間(含帶職留學)曾任步兵排長及旅團副官。1986年獲得新加坡公民身分。陳碩茂雖曾於1979年高中會考時拿到全國榜首，但申請新加坡國立大學醫學系卻未被錄取，因而前往美國進入哈佛大學就讀经济学专业，再拿「羅德獎學金」到英國牛津大學進修，之後在斯坦福大學拿到法律博士（J.D.）學位，並於2005年再取得英国牛津大学文学碩士（M.A.）學位。陈硕茂不仅是經濟學者，也是美國紐約州知名律師事務所（Davis Polk & Wardwell）的合夥人。

## 投身政治

### 2011年大選

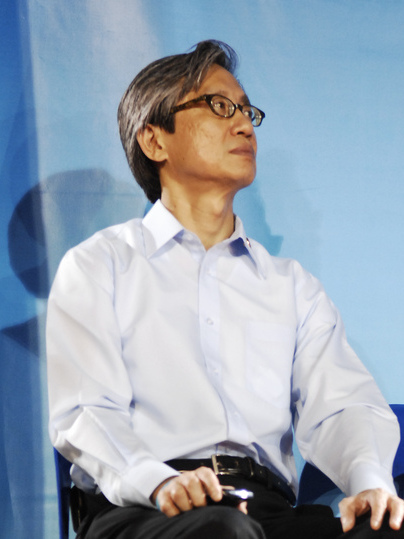
2011年新加坡大选期间，陈秀茂在勿洛体育场出席新加坡工人党集会。

陳碩茂於2007年開始接觸新加坡工人黨，並發現彼此對於新加坡的未來有著共同理念。在2011年新加坡大選，典型精英階層的陳碩茂，原本是執政黨人民行動黨優先網羅的對象，被外界看好將可輕鬆受任為內閣部長，然而他不顧執政黨攏絡，寧願選擇代表在野陣營出征，挑戰掌控豐厚資源的威權執政黨，讓他深受各界矚目。陳碩茂於4月正式以工人黨候選人發表談話時表示，選擇加入反對黨投身政治，是為了打造一個強大的反對黨，作為國會的有效監督與制衡力量，讓國會有競爭，「我們必須有競爭才會進步」。他表示自己之所以選擇代表反對黨這條崎嶇的路，是希望參與新加坡的民主建設，提供不同而可靠的選項。他說，「強大且有能力的反對黨，能在現有執政黨無法理想運作時，接替執政」。對陳碩茂來說，在民生課題方面，「只有當多黨的民主機制有效運作後，政府才會推出更好的政策，改善人民的生活」，而這也是他希望與工人黨團隊攜手一同建設「第一世界國會」（工人黨競選口號，相較於落後的第三世界專制獨裁）的主要原因。
該屆選舉，陳碩茂成功代表工人黨與黨主席國會議員林瑞蓮和秘書長國會議員劉程強等五人候選團隊於阿裕尼集選區，以54.71%得票率，擊敗得票率45.29％的執政黨人民行動黨候選人、由外交部長楊榮文領軍的團隊（包括總理公署部長陳惠華及外交部高級政務部長再諾等人）。

### 不参加2020年大选
陳碩茂於2016年工人党干部大会上挑战秘书长一职失败。2020年6月25日,工人党时任秘书长毕丹星宣布陈硕茂以及方荣发，将连同刘程强不参加大选。